# Radlin (województwo lubelskie)
Radlin – wieś w Polsce położona w województwie lubelskim, w powiecie opolskim, w gminie Chodel.
Wieś szlachecka położona była w drugiej połowie XVI wieku w powiecie lubelskim województwa lubelskiego. W latach 1975–1998 miejscowość położona była w województwie lubelskim.
Wieś stanowi sołectwo w gminie Chodel. Według Narodowego Spisu Powszechnego z roku 2011 wieś liczyła 360 mieszkańców.
| SIMC    | Nazwa          | Rodzaj    |
| ------- | -------------- | --------- |
| 0380043 | Radlin-Kolonia | część wsi |

Wierni Kościoła rzymskokatolickiego należą do parafii św. Macieja Apostoła i św. Katarzyny w Ratoszynie Pierwszym.

## Historia
Nota Słownika z roku 1888 opisuje Radlin jako wieś z folwarkiem, a także dobra w powiecie lubelskim, gminie i parafii Chodel, odległy 28 wiorst od Lublina, posiada tartak, wiatrak, pokłady kamienia wapiennego i opoki.
Było to według opisu staranne gospodarstwo folwarczne i piękny ogród angielski.
Według spisu z 1827 roku było tu 35 domów i 214 mieszkańców. Wspomina tę wieś Długosz, ale nie podaje opisu (Długosz L.B. t.II, s.545). Według registru poborowego powiatu lubelskiego z roku 1531 wieś Radlin, w parafii Rattosin, miała 4 łany (Pawiński, Małop., 358).

Dobra Radlin po dokonanym w r. 1880 rozdziale składały się z folwarku Radlin i przyległości Stasin posiadając rozległości 1505 mórg, a w tym: gruntów ornych i ogrodów mórg 848, łąk mórg 12, pastwisk 2 morgi natomiast lasu 655 mórg. Nieużytki stanowiły 48 mórg w folwarku budynków murowanych 15, z drewna 20, płodozmian 6, 8, 10, i 15. polowy, las nieurządzony.
W skład dóbr wchodziły przed uwłaszczeniem to jest 1864 rokiem wsie: Radlin osad 27, z gruntem mórg 484; Łopiennik osad 11, z gruntem mórg 240; Zakącie osad 7, z gruntem mórg 53; Majdan Stary alias Radliński osad 27, z gruntem mórg 196; Ludwinów osad 41 mórg 317; wieś Kazimirów osad 10, mórg 84. (opis podaje Bronisław Chlebowski w tomie IX strona 384 SgKP)